# Grenztunnel Füssen
De Grenztunnel Füssen verbindt het Duitse Füssen met het Oostenrijkse Pinswang.
De tunnel is 1283 meter lang en heeft één rijstrook in beide richtingen. Sinds juli 2009 loopt de A7 tot aan de tunnel. Dan kan het verkeer snel via de B179 naar de Fernpas in de richting van Innsbruck.
De tunnel is in 1999 opengesteld voor verkeer, en heeft in 2005 de status goed toegekend gekregen door de ANWB.

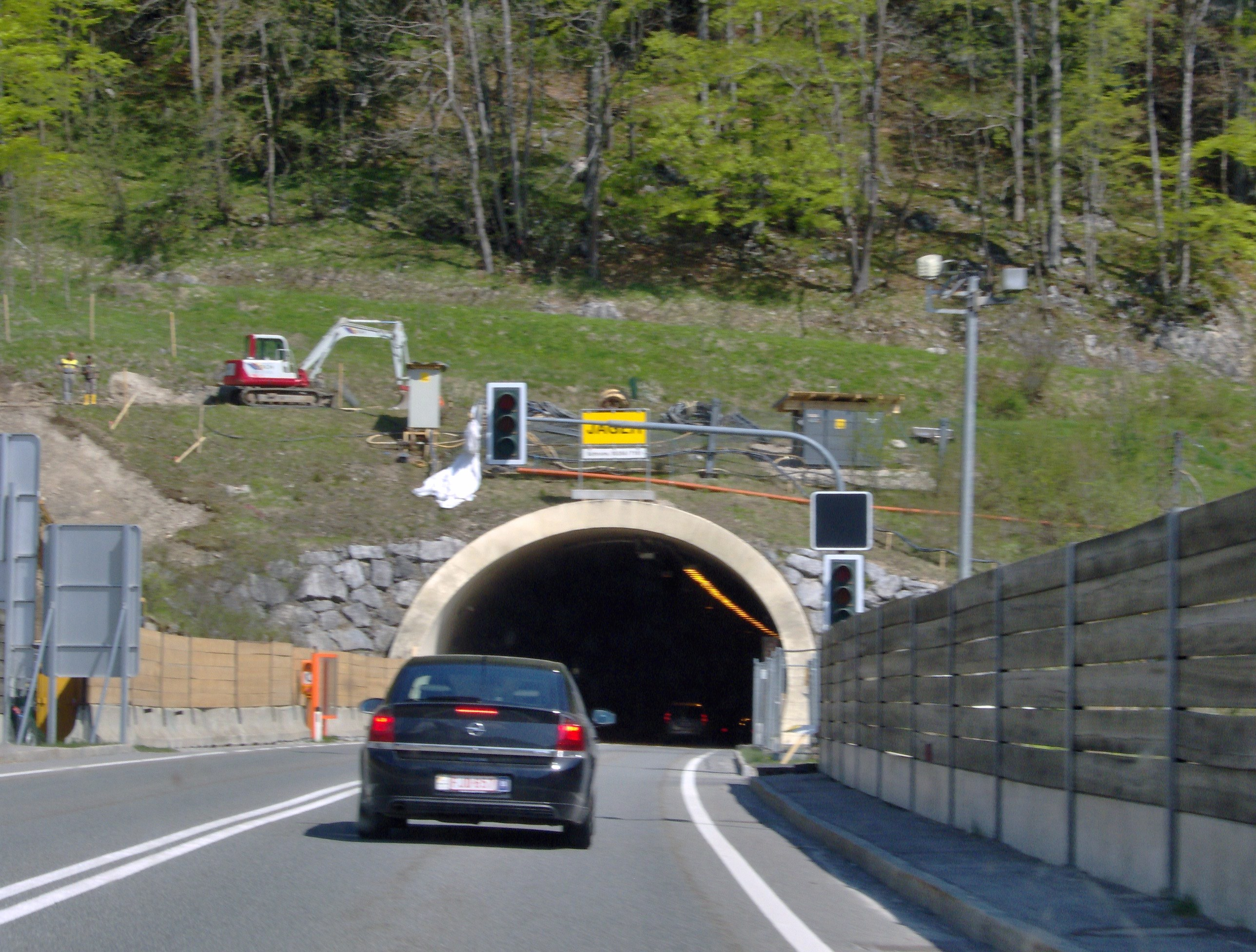
De zuidelijke tunnelingang van de Grenztunnel Füssen aan Oostenrijkse zijde.